# Martha Gellhorn
Martha Ellis Gellhorn (St. Louis, 8 de novembro de 1908 – Londres, 15 de fevereiro de 1998) foi uma escritora e jornalista norte-americana, considerada por muitos como uma das maiores correspondentes de guerra do século XX.
Martha cobriu praticamente todos os conflitos mundiais que ocorreram durante seus 60 anos de carreira. Gellhorn foi também a terceira esposa do escritor Ernest Hemingway, com quem permaneceu casada de 1940 a 1945. Após uma longa batalha contra um câncer e quase que completamente cega, ela cometeu suicídio aos 89 anos.

## Biografia
Martha nasceu em 1908, em St. Louis, no Missouri. Era filha da sufragista Edna Fischel Gellhorn e de George Gellhorn, um ginecologista alemão. Seu pai e sua avó materna eram judeus, sua avó por parte de mãe era protestante. Seu irmão, Walter Gellhorn, tornou-se professor de direito na Universidade Columbia e seu irmão mais novo, Alfred, foi um oncologista, professor universitário e decano da Universidade da Pensilvânia.
Aos 7 anos, Martha participou da "The Golden Lane", uma manifestação pelo sufrágio feminino na Convenção Nacional do Partido Democrata de 1916, em St. Louis. Mulheres carregando sombrinhas amarelas e usando faixas amarelas se enfileiraram em ambos os lados de uma rua principal que levava ao St. Louis Coliseum. Um quadro dos estados estava em frente ao Museu de Arte; estados que não haviam emancipado as mulheres estavam vestidos de preto. Martha e outra garota, Mary Taussig, ficavam na frente da fila, representando os futuros eleitores.

## Carreira
Gellhorn se formou na John Burroughs School, em St. Louis, em 1926 e se matriculou no Bryn Mawr College, na Pensilvânia. No ano seguinte, abandonou o curso para buscar carreira como jornalista. Seu primeiros artigos foram publicados no jornal The New Republic. Em 1930, determinada a ser correspondente internacional, Gellhorn foi para a França, onde ficou dois anos no escritório da United Press em Paris. Ela acabou demitida depois de denunciar um caso de assédio sexual da parte de um colega da agência. Nos anos seguintes, viajou pela Europa, escrevendo para jornais dos dois lados do Atlântico e cobrindo o mundo da moda para a revista Vogue. Nesta época, tornou-se engajada no movimento pacifista e escreveu suas experiências no livro What Mad Pursuit, de 1934.
De volta aos Estados Unidos em 1932, Gellhorn foi contratada por Harry Hopkins, a quem conheceu devido a sua amizade com a primeira-dama, Eleanor Roosevelt. Os Roosevelts a convidaram para morar na Casa Branca, onde ela passou várias tardes ajudando Eleanor Roosevelt com a corrrespondência e com a coluna semanal da primeira-dama chamada Women's Home Companion.
Gellhorn foi contratada como investigadora da Federal Emergency Relief Administration (FERA), criada por Franklin D. Roosevelt para dar um fim à Grande Depressão. Viajando pelos Estados Unidos, ela reportava à agência como a Depressão estava afetando o país. Primeiro, ela esteve em Gastonia, na Carolina do Norte. Depois, trabalhou com Dorothea Lange, fotógrafa, para documentar o dia a dia de fome e desemprego os norte-americanos.
Seus relatórios se tornaram parte dos arquivos oficiais do governo sobre a Grande Depressão. Elas foram capazes de investigar tópicos que, geralmente, não eram acessíveis às mulheres. Sua experiência na agência levou a um livro de contos, The Trouble I've Seen (1936). Em Idaho fazendo o trabalho da agência, Gellhorn convenceu um grupo de trabalhadores a quebrar as janelas do escritório da FERA para chamar a atenção para seu chefe desonesto. Embora isso tenha funcionado, ela foi demitida da agência.

### Hemingway

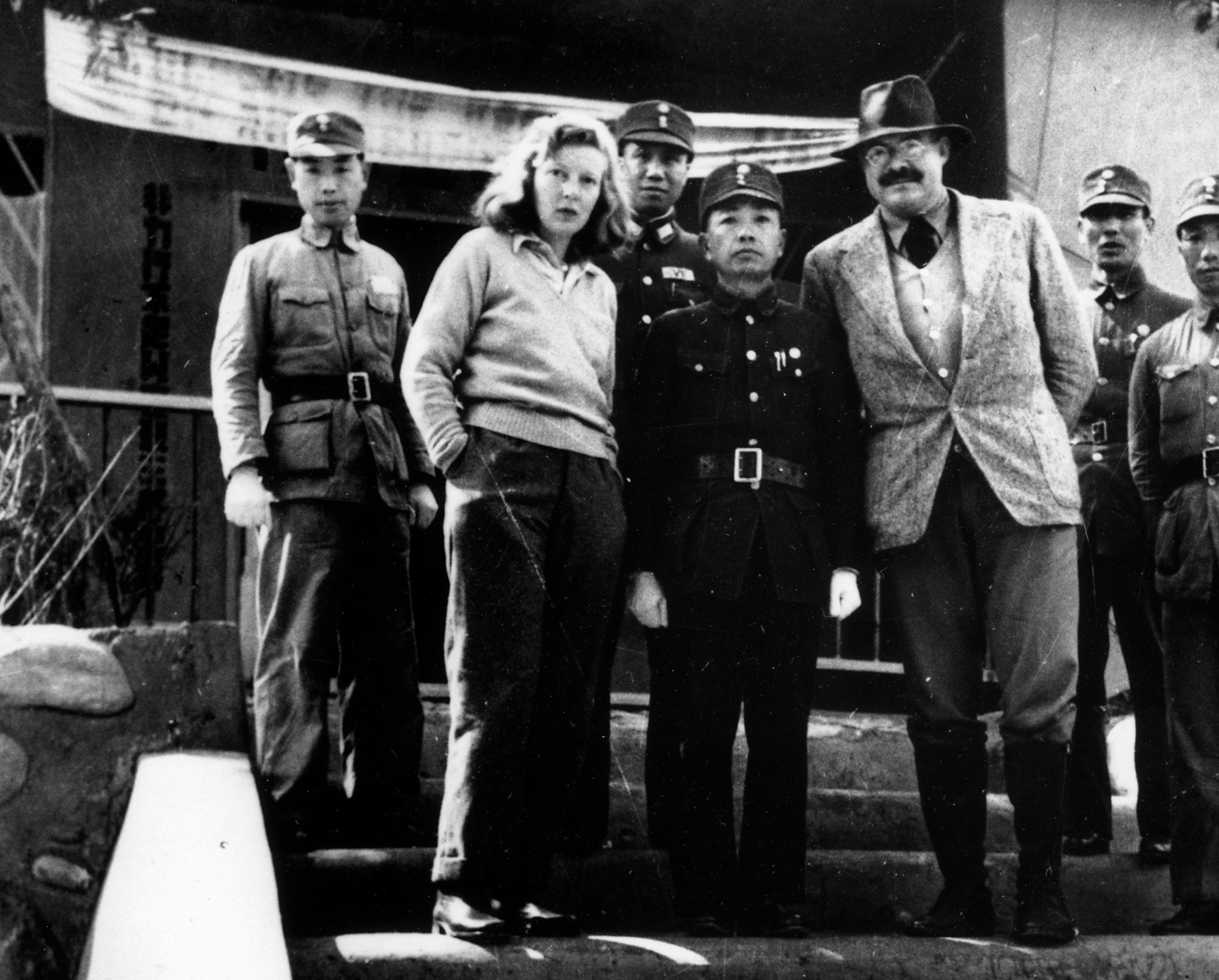
Gellhorn e Ernest Hemingway com o general Yu Hanmou, Chongqing, China, 1941

Gellhorn conheceu Ernest Hemingway em uma viagem com a família para Key West, na Flórida, no Natal de 1936. Gellhorn fora contratada pela Collier's Weekly para escrever sobre a Guerra Civil Espanhola e assim os dois decidiram ir para a Espanha juntos. Celebraram o Natal de 1937 juntos em Barcelona.
Na Alemanha, Gellhorn relatou a ascensão de Adolf Hitler; na primavera de 1938, meses antes do Acordo de Munique, ela estava na Checoslováquia. Após a eclosão da Segunda Guerra Mundial, Gellhorn descreveu esses eventos no livro A Stricken Field (1940). Ela depois escreveria sobre a guerra da Finlândia, Hong Kong, Burma, Singapura e Inglaterra.
Em junho de 1944, Gellhorn solicitou ao governo britânico um credenciamento de imprensa para relatar o desembarque das tropas aliadas na Normandia. Sua solicitação, bem como a de todas as jornalistas mulheres, foi negada. Sem uma credencial de imprensa, ela fingiu ser enfermeira e conseguiu uma vaga num navio-hospital, onde se trancou em um banheiro. Dois dias depois, ao desembarcar e ver a quantidade de feridos, ela se tornou carregadora de macas. Gellhorn foi a única mulher no desembarque das tropas na Normandia em 6 de junho de 1944. Gellhorn também estava entre os primeiros jornalistas a reportar sobre o campo de concentração de Dachau depois que foi libertado pelas tropas norte-americanas, em 29 de abril de 1945.
Gellhorn e Hemingway viveram juntos por quatro anos, com breves momentos separados, antes de se casarem em novembro de 1940. Hemingway ainda vivia com sua segunda esposa, Pauline Pfeiffer, até 1939. Cada vez mais magoado com as longas ausências de Gellhorn durante suas reportagens, ele se questionava o que ela preferia ser, se uma correspondente de guerra ou sua esposa em sua cama. Porém, ele mesmo iria até o fronte da Segunda Guerra, nas campanhas na Itália, para tentar impedir seu trabalho. Quando ela chegou a Londres, por meio de uma perigosa viagem oceânica, encontrando uma cidade devastada pela guerra (ele havia desembarcado lá onze dias antes dela, através de um voo da RAF no qual ela havia providenciado um assento para ele), ela lhe disse que não aguentava mais. Ela tinha descoberto que Hemingway se entediava rápido, o que aconteceu com suas outras esposas. Depois de quatro anos tumultuados de casamento, eles se divorciaram em 1945.

## Últimos anos
Depois da guerra, Gellhorn trabalhou para a Atlantic Monthly cobrindo a Guerra do Vietnã e os conflitos entre árabes e israelenses nas décadas de 1960 e 1970. Seu aniversário em 1979 foi passado em meio às guerras civis na América Central. Ao se aproximar dos 80 anos, Gellhorn começou a cair fisicamente e, embora ainda conseguisse cobrir a invasão do Panamá pelos Estados Unidos em 1989, ela finalmente se aposentou do jornalismo no início da década de 1990. Uma cirurgia de catarata não foi bem-sucedida e a deixou com a visão permanentemente prejudicada. Gellhorn disse que estava "velha demais" para cobrir os conflitos dos Bálcãs na década de 1990.
Ela conseguiu uma última viagem ao Brasil em 1995 para fazer uma reportagem sobre a pobreza, que foi publicada na revista literária Granta. Este último feito foi realizado com grande dificuldade, pois sua visão estava falhando e ela não conseguia ler seus próprios manuscritos.
Gellhorn publicou vários livros, incluindo uma coleção de seus artigos de guerras, The Face of War (1959); The Lowest Trees Have Tops (1967), um livro sobre o Macarthismo; relatos de várias de suas viagens (incluindo uma com Hemingway), Travels with Myself and Another (1978); e uma coletânea de seu jornalismo pacifista, The View from the Ground (1988).

## Vida pessoal
Seu primeiro grande relacionamento foi com o economista francês Bertrand de Jouvenel. Começou em 1930, quando Gellhorn tinha 22 anos e durou até 1934. Ela teria se casado com Jouvenel se a esposa dele tivesse assinado o divórcio.
Gellhorn conheceu Ernest Hemingway em 1936, casando-se com ele em 1940. Gellhorn se ressentia de sua fama de "terceira esposa de Hemingway", sempre atestando que nunca quis ser uma "nota de rodapé na história de alguém". Como condição para conceder entrevistas, ela exigia que o nome de Hemingway não fosse mencionado.
Enquanto esteve casada com Hemingway, Gellhorn teve um caso com o general da brigada paraquedista dos Estados Unidos James M. Gavin, comandante geral da 82ª Divisão Aérea. Ele foi o mais novo comandante de uma divisão do Exército na Segunda Guerra Mundial.
Em 1945, depois de seu divórcio de Hemingway, Gellhorn teve casos com Laurance Rockefeller, empresário norte-americano, (1945); William Walton, jornalista (1947) e; com o médico David Gurewitsch (1950). Em 1954, casou-se com o editor da Time, T. S. Matthews. Eles se divorciariam em 1963.
Gellhorn morou em Londres antes de se mudar para o Quênia e depois para Devauden, uma vila ao sul do País de Gales. Ela ficou bastante impressionada com a gentileza do povo galês e morou lá de 1980 a 1994 antes de finalmente retornar a Londres por causa da saúde.
Em 1949, Gellhorn adotou um menino, Sandro, de um orfanato italiano. Ele foi formalmente renomeado para George Alexander Gellhorn e apelidado de Sandy. Gellhorn foi uma mãe dedicada por um tempo, mas não era por natureza maternal. Ela deixou Sandy aos cuidados de parentes em Englewood, Nova Jersey, por longos períodos enquanto viajava, e ele acabou matriculado em um internato. O relacionamento deles distante e amargo com o tempo.
Gellhorn e a escritora Sybille Bedford se conheceram em Roma em 1949 e logo se tornaram amigas íntimas. Sobreviveu por muito tempo à volatilidade de ambos os lados e implicou muito apoio moral, criativo e financeiro para sua amiga por parte de Gellhorn até que ela terminou a amizade no início dos anos 80.

## Morte
Em seus últimos anos, sua saúde piorou muito. Ela estava quase cega e com um câncer de ovário que tinha se espalhado para o fígado. Ela morreu em 15 de fevereiro de 1998, em Londres, por suicídio, depois de ingerir uma cápsula de cianeto. Seu corpo foi cremado e suas cinzas espalhas no rio Tâmisa.

## Legado
O Prêmio Martha Gellhorn de Jornalismo foi criado em 1999 em sua homenagem.

## Obras
- What Mad Pursuit (1934)
- The Trouble I've Seen (1936)
- A Stricken Field (1940)
- The Heart of Another (1941)
- Liana (1944)
- The Undefeated, (1945)
- Love Goes to Press: A Comedy in Three Acts (1947) (com Virginia Cowles)
- The Wine of Astonishment (1948) (republicado em 1989 como Point of No Return)
- The Honeyed Peace: Stories (1953)
- Two by Two (1958)
- The Face of War (1959)
- His Own Man (1961)
- Pretty Tales for Tired People (1965)
- Vietnam: A New Kind of War (1966)
- The Lowest Trees Have Tops (1967)
- Travels With Myself and Another (1978)
- The Weather in Africa (1984)
- The View From the Ground (1988)
- The Short Novels of Martha Gellhorn (1991)
- The Novellas of Martha Gellhorn (1993
- Selected Letters of Martha Gellhorn (2006)
- Yours, for Probably Always: Martha Gellhorn's Letters of Love and War 1930–1949 (2019), editado por Janet Somerville.[26]